# 201-ша повітрянодесантна бригада (СРСР)
201-ша пові́трянодеса́нтна брига́да (201 пдбр) — повітрянодесантна бригада, одне з найстаріших військових з'єднань повітрянодесантних військ Радянського Союзу. Брала активну участь в бойових діях у ході Бессарабсько-Буковинського походу та Другої світової війни.

## Історія з'єднання

### Інтербеллум
Літом 1938 в Червоній армії було прийнято рішення про формування на базі наявних повітрянодесантних частин однотипних повітрянодесантних бригад з організаційно-штатною структурою, схожою із структурою загальновійськових частин. У стислі терміни всього було сформовано шість окремих повітрянодесантних бригад, у тому числі і 201-ша окрема повітрянодесантна бригада імені С. М. Кірова. Формувалася вона в місті Пушкіні Ленінградського військового округу (на базі наземних частин 3-ї адброн, командир І. С. Безуглий).
Після переформовування усі повітрянодесантні бригади були передані в підпорядкування сухопутних військ. Кожна повітрянодесантна бригада за штатом мала 1689 осіб особового складу і включала:
- — парашутний батальйон;
- — мотомеханізований батальйон;
- — артилерійський дивізіон.

Під час нападу на Польщу у вересні 1939 201-ша бригада перекидалася наземним транспортом й у бойових діях участі не брала.
Бригада також брала участь у радянсько-фінській війні. з 15 лютого по 12 березня 1940 року бригада вела активну оборону комунікацій 15-ї армії як піхота. За цей час десантники 37 разів проникали в тил ворожих військ з метою проведення наземної розвідки і знищення важливих об'єктів противника.
З 12 березня бригада брала участь у наступальних боях на півострові Уксаломпя і острові Лунколон-Сарі. За мужність і відвагу, проявлені в бою, 51 командира та воїна бригади було нагороджено бойовими нагородами.

#### Бессарабсько-Буковинський похід 1940
Бригада брала участь у поході Червоної армії на Бесарабію літом 1940. Як повітряні десанти було прийнято рішення висадити 204-ту і 201-шу повітрянодесантні бригади, а 214-ту передбачалося мати в резерві. Для проведення десантування залучалося 4 важких бомбардувальних авіаційних полки, зведених в авіаційну групу у складі якої було 170 важких транспортних літаків (ТБ-3), пристосованих для парашутного викидання людей і вантажів.
Повітряний десант був завчасно зосереджений залізницею у вихідному районі для десантування (Бориспіль, Калинівка, Скоморохи, Гоголево), на віддалені від району десантування в середньому до 350 км.
Вранці 30 червня командир 201-ї пдбр генерал І. С. Безуглий видав бойове розпорядження, у якому вказувалося, що бригаді ставляться такі завдання: зайняти місто Ізмаїл, виставити заслони у напрямку дороги, що йде з Ізмаїла на Нову Некрасовку; узяти під охорону всі склади, майно, споруди, заводи, не допустити виходу з гавані пароплавів.
Спочатку висадити бригаду планували посадочним способом, але з урахуванням можливостей аеродромів посадки, було прийнято рішення десантувати комбінованим способом.

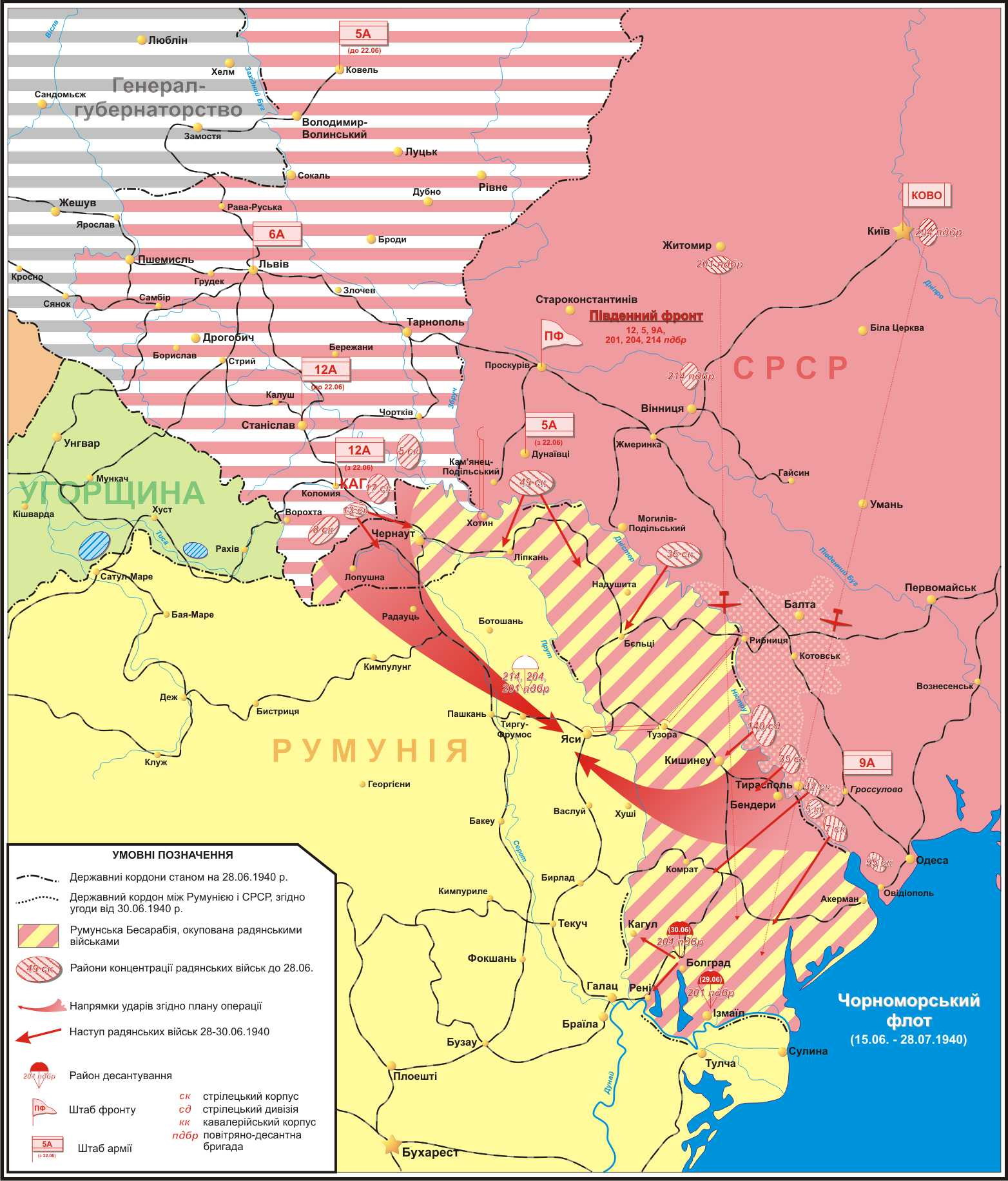
Оперативний план Бессарабсько-Буковинського походу РККА у 1940 році

240 десантників вивантажилося з ТБ-3, що зробили посадку на льотне поле. З 12-ти літаків, які змогли приземлилися на площадці в Ізмаїлі, чотири зазнали аварії (три «ТБ» і один «І-16»). Після цього інциденту посадку було заборонено. О 9.35 30 червня 1940 над аеродромом Ізмаїла десантувалося 509 парашутистів. Викидання проводилося неорганізовано, з різних висот і дуже розтягнуто за часом. Парашутистів викидали в повітря просто над містом, внаслідок чого 19 з них отримали травми. В результаті парашутисти були розсіяні на площі 10—20 км², і збір продовжувався протягом двох годин. Через погану підготовку екіпажів три літаки взагалі не змогли викинути десантників. 200 парашутистів не були своєчасно доставлені на місце призначення, 4 літаки зробили посадку в 50 км від Ізмаїлу (у Болграді).
До вечора місто і кордон були під контролем підрозділів бригади. Але є й інакша точка зору. Як твердить В. А. Гриневич, «Якщо дії 204-ї бригади в Болградській операції були охарактеризовані радянським командуванням „як виключно погані“, то Їзмаїльська операція без перебільшень могла б вважатися найневдалішою операцією цього походу. Через недолугі дії командуючого 201-ю бригадою генерал-майора Безуглого „…“ кордон своєчасно не було закрито, прийом біженців не був організований, порядок у місті не налагоджувався.»

### У роки німецько-радянської війни

#### Оборонні бої в Прибалтиці
У складі діючої армії бригада знаходилася з 22 червня 1941 по 10 серпня 1941 та з 3 жовтня 1941 по 29 січня 1942 року.
За станом на 22 червня 1941 року частина дислокувалася в Даугавпілсі, в літньому таборі на околиці міста.
З початком війни, відповідно до передвоєнних планів розгортання, виступила до Даугавпілса. 26 червня 1941 була вибита німецькими військами з міста. 28 червня 1941 року переходить в наступ на місто, увірвалася до нього, проте утримати не змогла, і була навіть відкинута далі від міста. На 30 червня 1941 року залишки бригади в кількості 400 чоловік обороняли рубіж озеро Беті, Шумська. Пізніше залишки бригади відступали в районі шосе Даугавпілс — Острів, 5 липня 1941 року разом з корпусом виведена до фронтового резерву. З середини серпня 1941 року передислокувалася в районі Іваново, до складу резерву Ставки ВГК.

#### Битва під Москвою
На початку жовтня 201-ша бригада була терміново передана до складу 1-го гвардійського стрілецького корпусу під командуванням генерал-майора Д. Д. Лелюшенко й вже 3 жовтня 1941 року  — дислокуючись під Ярославлем, була піднята за тривогою і літаками перекинута по маршруту Коломна, Тула де десантувалася посадочним способом у районі Орла. Батальйон бригади висадився в Орле під вогнем і відразу ж вступив в бій з німецькими військами, що прорвалися на околицю міста. Протягом 3-4 жовтня 1941 року батальйон веде запеклі бої під Орлом, майже повністю загинув. Решта бригади розгорнулася на північний схід від Орла і потім, до 11 жовтня 1941 року з важкими боями відступала до Мценська. Після того, як 11 жовтня 1941 року, положення на Мценськом оборонному рубежі відносно стабілізувалося, бригада в складі корпусу 19 жовтня 1941 року перебазована в район на південний захід від Подольська і до 20 жовтня 1941 року перекинута на річку Нара.
20 жовтня 1941 року бригада разом з 9-ою танковою бригадою перейшла в наступ, але контратаками противника була вимушена відійти в північно-східному напрямку, де бої продовжувався в лісах на сході від району Вороб'ї.
21 жовтня 1941 року підрозділи бригади ведуть бої західніше Бухловки. Вранці 23 жовтня 1941 року противник прорвав оборону бригади, обійшов її лівий фланг і створив загрозу виходу в тил оборони корпусу, проте іншими частинам корпусу положення було відновлене. 24 жовтня обороняється в районі Горки, Ольховка, 26 жовтня 1941 року частини бригади вийшли на східний берег річки Нара в 1,5 кілометрах на південь від району Горки, 27 жовтня року вийшла на рубіж східна околиця району Горки і вела бій за опанування району Ольхово і у напрямі району Чернишня. З 29 жовтня 1941 року перейшла до оборони.
З 18 грудня 1941 року у ході проведення контрнаступальної операції під Москвою перейшла в наступ у загальному напрямку на Малоярославець, брала участь у його звільненні 2 січня 1941. 12 січня 1942 року вийшла з північного заходу до Медині, 13 січня 1942 року передовий загін бригади перехопив шосе Мединь  — Мятлево за 2 кілометри на південний захід від міста, і к 14 січня 1942 року, спільно з частинами 53-ї стрілецької дивізії і 26-ї танкової бригади звільнила Мединь.
У ніч на 16 січня 1941 зі складу 1-го батальйону бригади за 20 кілометрів на північний захід від Медині було скинуто посилену рота, яка діяла на шляхах відходу німецьких військ.

Десантники перед посадкою в літаки

Шикування перед літаками

#### Вяземська повітрянодесантна операція
18—22 січня 1942 року у ході проведення Вяземської повітрянодесантної операції 1-й і 2-й батальйони бригади в нічний час десантувалися в тил противника в район Знаменка, Луги, Желанья (на південь від Вязьми), на відстані 35—40 кілометрів від лінії фронту. Основна частина десанту звільнивши декілька сіл, наступала на південний схід, де 28 січня 1942 року в районі Варшавського шосе з'єдналася з 1-м гвардійським кавалерійським корпусом, сприяв прориву останнім оборони противника і початку рейду корпусу в тилу ворога.
Разом з офіційною версією, існує і інша думка  — командира 1-го гвардійського кк генерала Бєлова:
|  | «Мені було відомо, що десять діб тому в тилу ворога висадився авіадесантний загін — два батальйони парашутистів, загальною чисельністю більше семисот чоловік. Командував загоном капітан І.А. Суржик. Парашутисти мали наказ наступати на південь, на село Людково, і допомогти нашому корпусу прорвати оборону противника. Проте активних дій загін не вів і практичній допомозі нам не надав. Одна з рот парашутистів досягла Тирновки, де і зупинилася. Проїжджаючи через це село, ми нарешті зустрілися з десантниками. Я вирішив зробити в Тирновке привал. За Суржиком були послані на лижах декілька парашутистів, і капітан досить швидко з'явився до мене. [80] На питання про те, чому він тримає свої сили далеко від лінії фронту, чому не наставав ні на Людково, ні на Стреленки, Суржик не міг дати зрозумілої відповіді. У мене склалося враження, що командир парашутистів — людина занадто обережна, не здатна діяти наполегливо і проявляти ініціативу». Оригінальний текст (рос.) «Мне было известно, что десять суток назад в тылу врага высадился авиадесантный отряд – два батальона парашютистов, общей численностью более семисот человек. Командовал отрядом капитан И.А, Суржик. Парашютисты имели приказ наступать на юг, на деревню Людково, и помочь нашему корпусу прорвать оборону противника. Однако активных действий отряд не вел и практической помощи нам не оказал… Одна из рот парашютистов достигла Тырновки, где и остановилась. Проезжая через эту деревню, мы встретились наконец с десантниками. Я решил сделать в Тырновке привал. За Суржиком были посланы на лыжах несколько парашютистов, и капитан довольно быстро явился ко мне. [80] На вопросы о том, почему он держит свои силы далеко от линии фронта, почему не наступал ни на Людково, ни на Стреленки, Суржик не мог дать вразумительного ответа. У меня сложилось впечатление, что командир парашютистов – человек чересчур осторожный, не способный действовать настойчиво и проявлять инициативу». |

21 січня 1941 року решта бригада була виведена з лінії фронту та 26 січня 1941 року відведена до резерву, де в липні 1942 року бригада переформована в Раменському на 120-й гвардійський стрілецький полк.
У другій половині 1942 роки була сформована 10-та повітрянодесантна бригада 2-го формування, але під такою назвою вона участі в боях не брала, в грудні 1942 року переформована на 21-й гвардійський парашутно-десантний полк.

## Бойовий склад
Бойовий склад бригади:
- управління
- 1-й парашутно-десантний батальйон
- 2-й повітряно-десантний батальйон
- 3-й повітряно-десантний батальйон
- 4-й повітряно-десантний батальйон
- школа молодшого командного складу
- окремий артилерійський дивізіон
- окрема зенітно-кулеметна рота
- окрема розвідувальна самокатна рота
- окрема рота зв'язку

## Командування
- Командир:
  - генерал-майор Безуглий І. С.
  - Гадалін П. К. ?
  - підполковник Ковальов С. М. (1941) ?

## Відео
- Освободители. Воздушный десант (рос.)